# Logis de la Basse-Guerche
 (novembre 2022).
Si vous disposez d'ouvrages ou d'articles de référence ou si vous connaissez des sites web de qualité traitant du thème abordé ici, merci de compléter l'article en donnant les références utiles à sa vérifiabilité et en les liant à la section « Notes et références ».
Le logis de La Basse-Guerche est un château situé à Chaudefonds-sur-Layon, en France.

## Localisation
Le château de La Basse-Guerche est situé dans le département français de Maine-et-Loire, sur la commune de Chaudefonds-sur-Layon.

## Description
Ce logis datant du XVe siècle, est malheureusement en ruine. Son architecture classique se situe à l'époque où le château fortifié (il y a des remparts) devient le logis d'agrément de la renaissance.
C’est un grand logis, très typique de son époque de construction, à haute toiture et lucarnes aiguës, tourelle d’escalier à pans coupés et petite porte d’ogivale au centre de la façade, larges fenêtres, meneaux, gracieuses échauguettes de pierre blanche aux angles de la façade principale, pavillons en étrave de navire aux angles postérieurs, etc. Devant le logis, s’étend une cour jadis entièrement close de hauts murs et défendue par deux tours rondes dont les bases plongent dans les douves envahies de végétation. Un pont dormant franchit celles-ci, et donnait accès aux beaux jardins français.
D'après le Papier terrier général des domaines, fiefs et châtellenie de La Basse-Guerche : « Le château et forteresse de la Basse Guerche sis paroisse de Chaudefont composé d’une grande salle, un salon, une antichambre, une cuisine, une office et un cellier par le bas avec un appartement entre la salle et le salon sur lequel le degré est construit, chambres hautes sur le tout, greniers, boulangerie, buanderie et décharges, cour au-devant du dit château avec deux tours aux deux côtés de l’entrée de la dite cour, une chapelle dans un coin de la dite cour, fossés autour du dit château … ».

## Plans

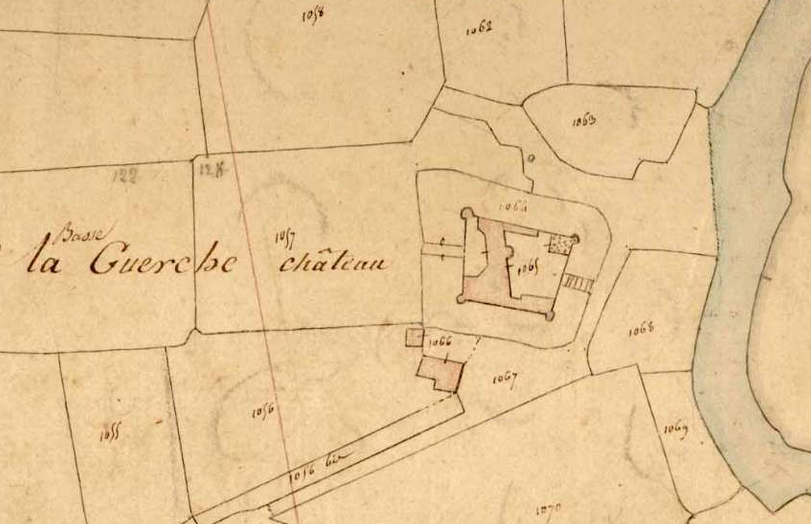
Plans cadastraux napoléoniens (1828).

## Historique
L'édifice est inscrit au titre des monuments historiques en 1947.
Au début du XVe siècle, la seigneurie était connue sous le nom de La Petite Guierche (Petite Guerche) puis sous le nom final de La Basse-Guerche.
Le château va passer entre les mains de grandes familles au cours des différents siècles et sera l'une des plus grandes seigneuries de la paroisse.
Ce logis a été construit vers 1450 par Louis de Beauvau, sénéchal du Roi René Comte d'Anjou. Au décès de Louis de Bauveau, c'est sa fille Isabelle (l'aïeule des rois de France) qui hérite du château. Elle est mariée avec Jean VIII de Bourbon-Vendôme.

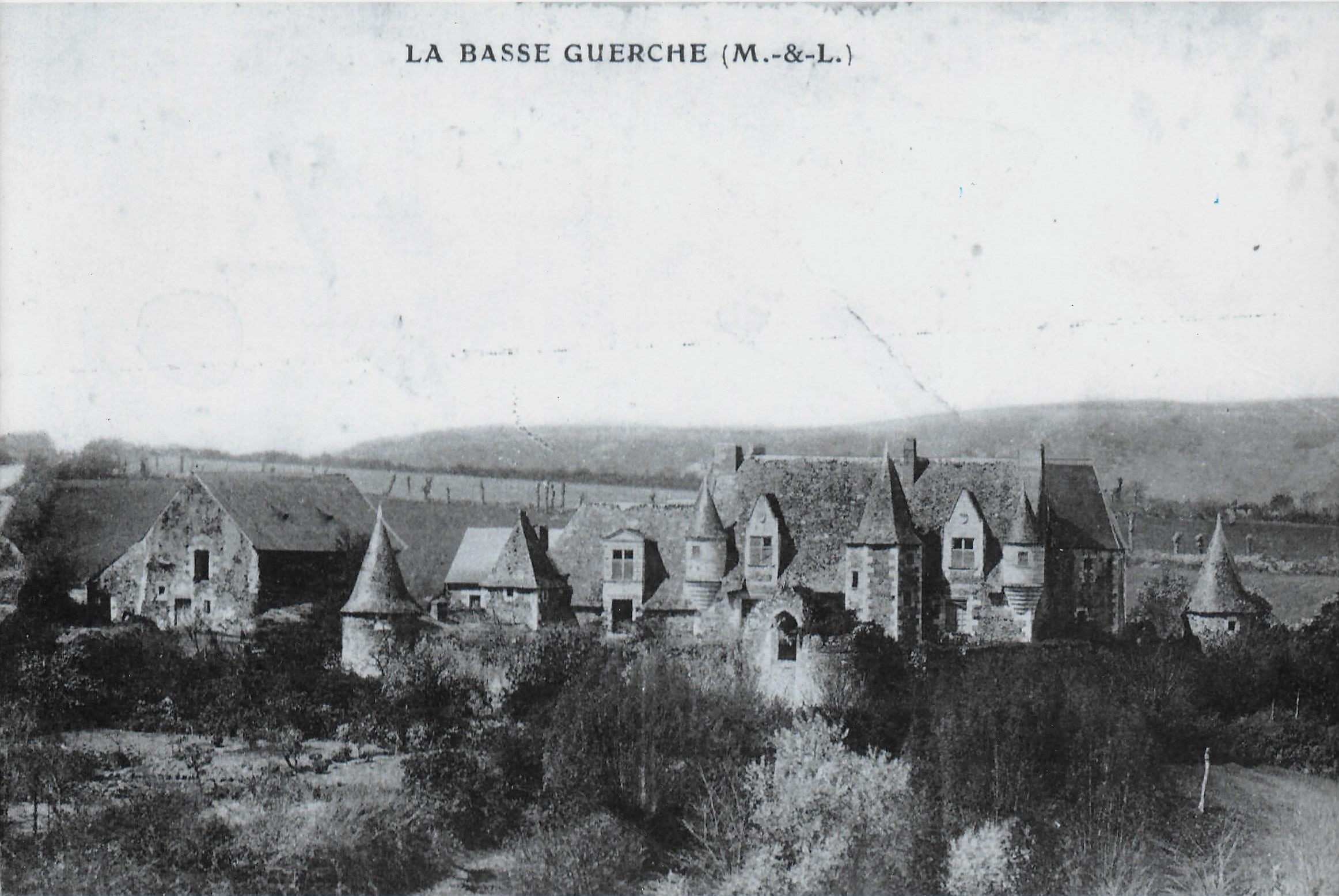
Carte postale (vue d'ensemble du château)

Vers 1477, il devient la propriété de la famille de La Trémoille : Georges II de La Trémoille en 1477, Jean de La Trémoille en 1483, Louis II de La Trémoille en 1507, François de La Trémoille en 1525, Louis III de La Trémoille en 1541.
En 1549, il passe à la famille de Sanzay : René II de Sanzay en 1549, René III de Sanzay, Charles de Sanzay en 1610.
Ensuite, c'est le maire d'Angers, François Lanier qui l'achète en 1611. Sa fille Marie, conserve le château et le transmet par son mariage avec Adrien de Crespy, à la famille de Crespy : Julien-François de Crespy en 1661, Julien-François (Jean-Baptiste) de Crespy en 1673, Jean-Baptiste-Adrien de Crespy en 1717, Jeanne Victoire de Crespy en 1753.
Jeanne-Victoire de Crespy, par son mariage avec Jules Constantin, transmet la seigneurie à la famille Constantin. À la mort des parents, c'est leur fille Julie-Victoire Constantin qui hérite du château. Elle se marie le 30 mai 1757 à Angers avec Georges-Gaspard de Contades. La famille de Contades en est le propriétaire jusqu'à la Révolution : Louise, Marie, Julie de Contades-Gizeux en 1828. Elle se marie le 12 mai 1807 à Gizeux avec René de La Rüe du Can de Champchevrier.
Ils vendent le château en 1835 à Joseph Boussion et Louis Brechet.
Puis en 1837, les deux propriétaires vendent les terres à la Société des Mines de Houille de Chaudefonds. Celle-ci en est propriétaire jusqu'à la vente en 1841 à la Famille de Quatrebarbes avec : Théodore de Quatrebarbes en 1841, le Comte Charles, Philippe, Jean Urbain de Quatrebarbes en 1858.
En 1860, le domaine est vendu à la famille de Miomandre de Saint-Pardoux qui en est propriétaire jusqu'en 1900.
Ensuite, c'est la famille Bastard qui en est propriétaire et qui louait les lieux en tant que ferme à différentes familles.

## Galerie
Plusieurs cartes postales du château de La Basse-Guerche au fil du temps :

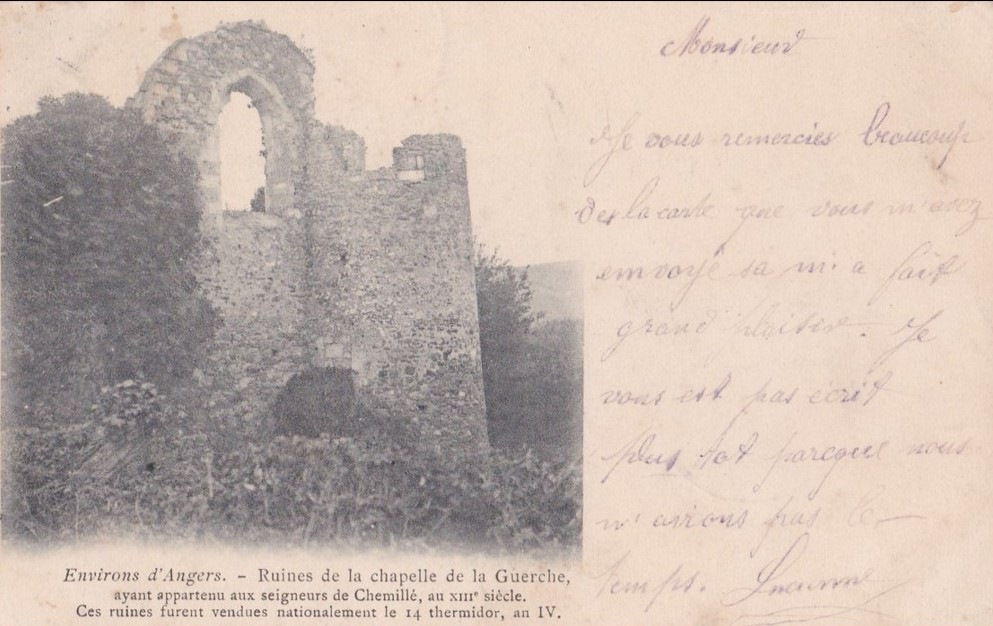
Carte postale (chapelle).
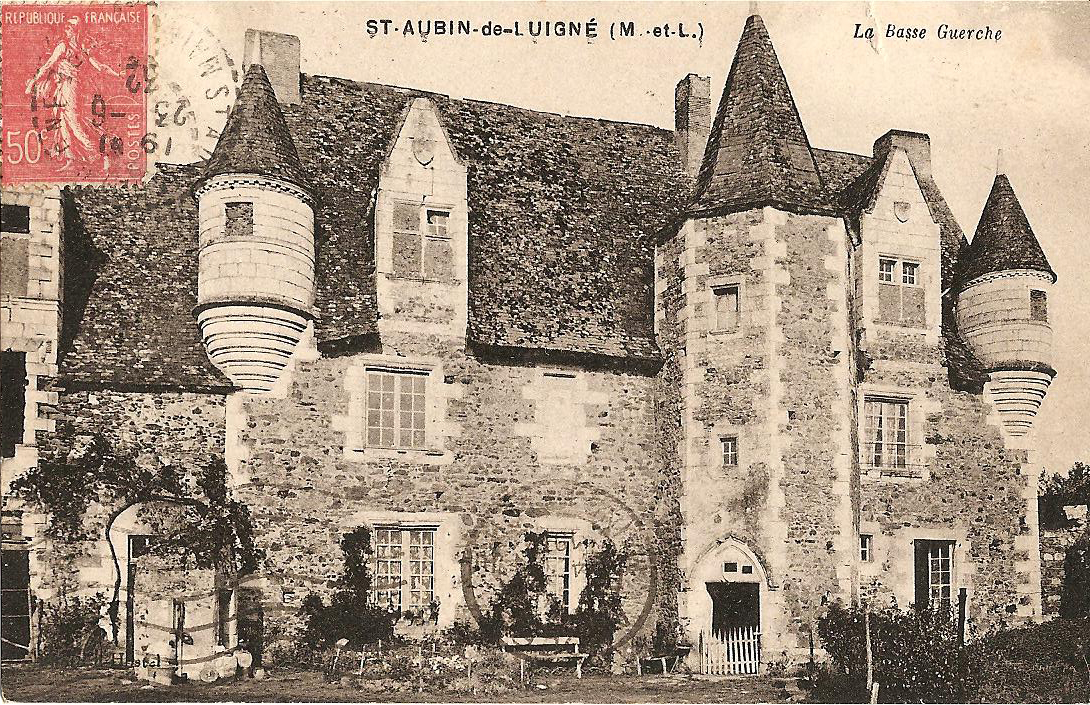
Carte postale (façade principale).
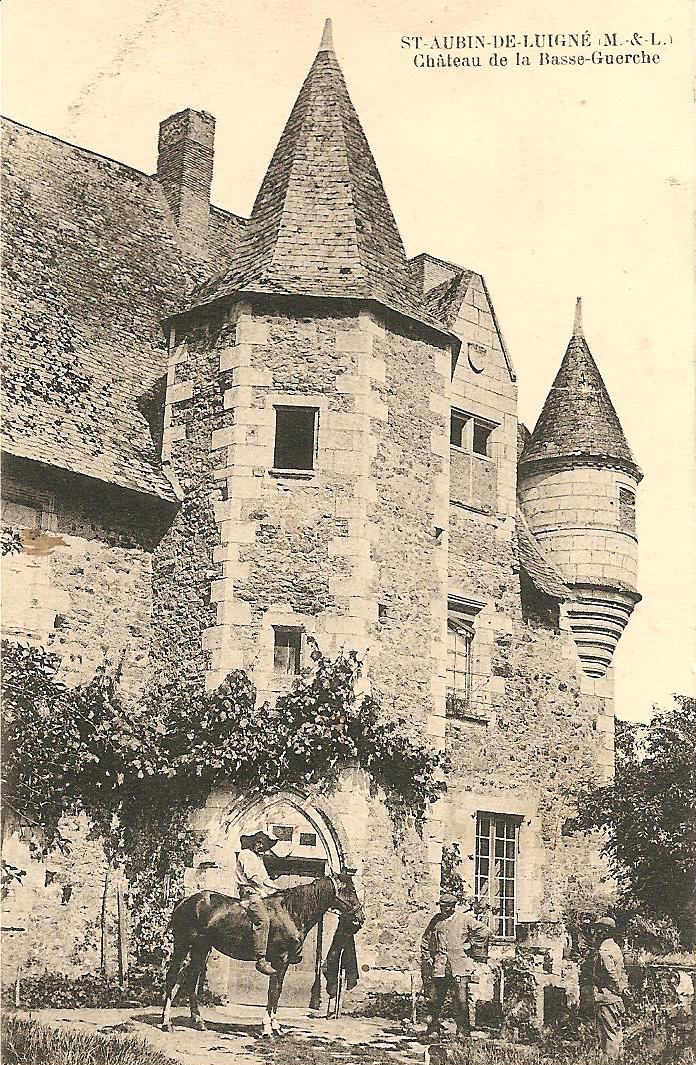
Carte postale (tourelle d'escalier).
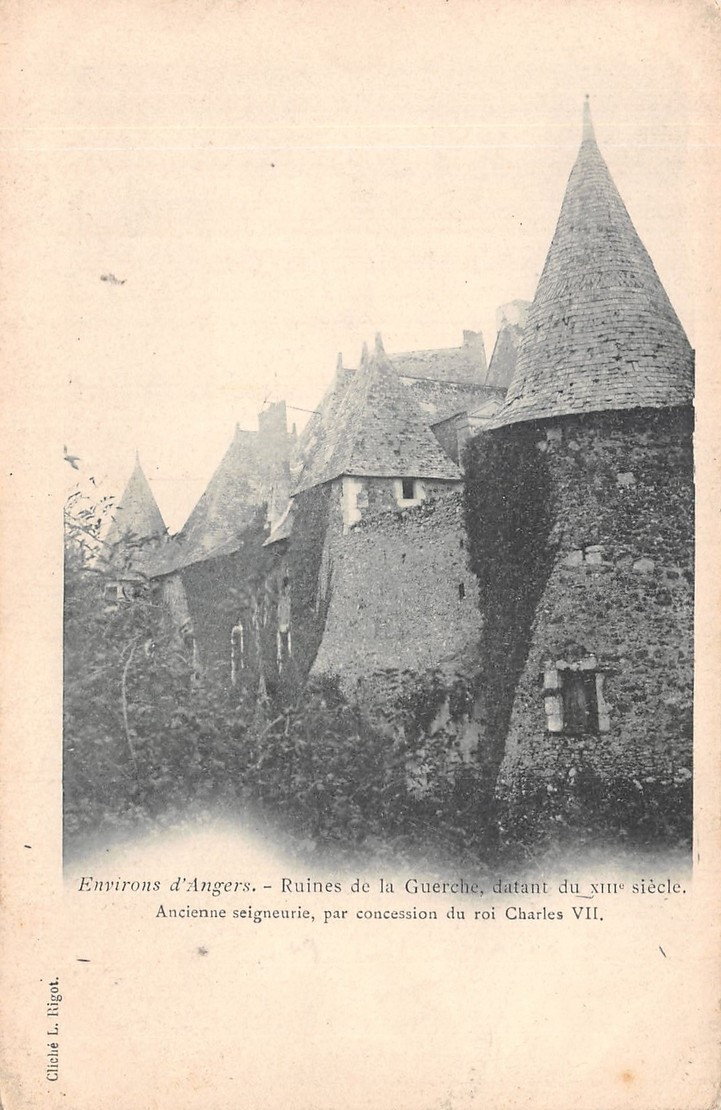
Carte postale (front sud-ouest).
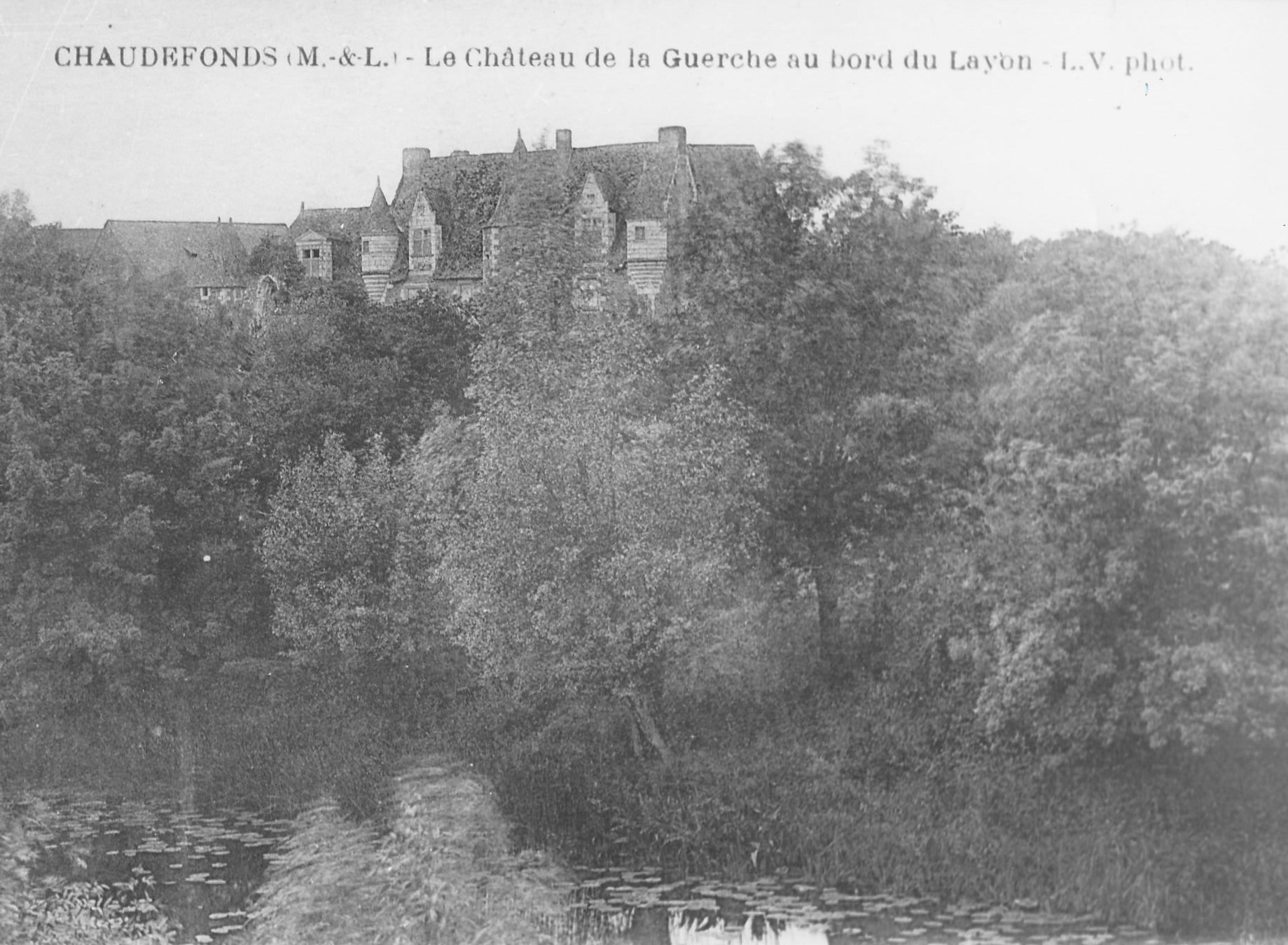
Carte postale (vue du château depuis Le Layon).
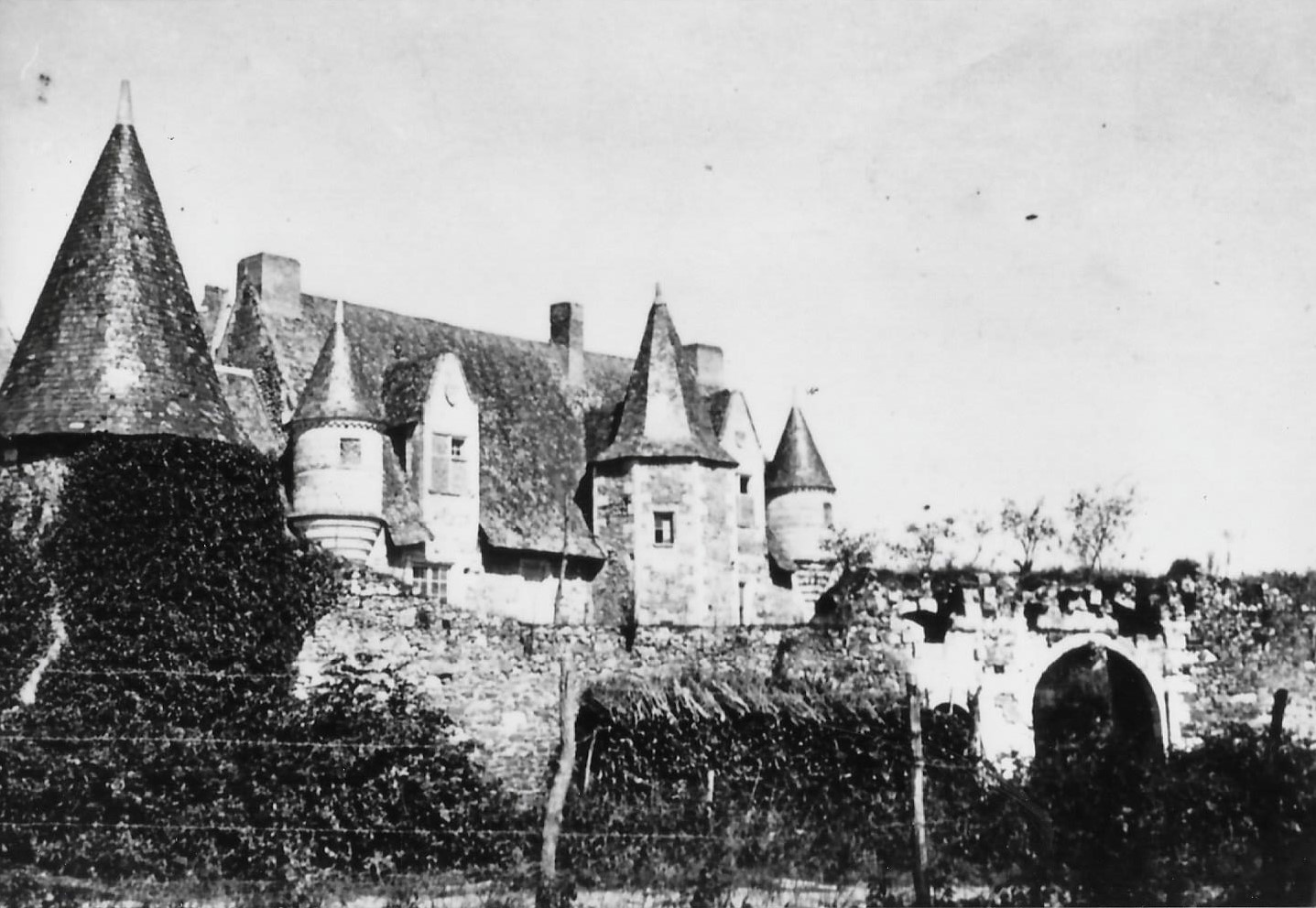
Photo ancienne (entrée principale).
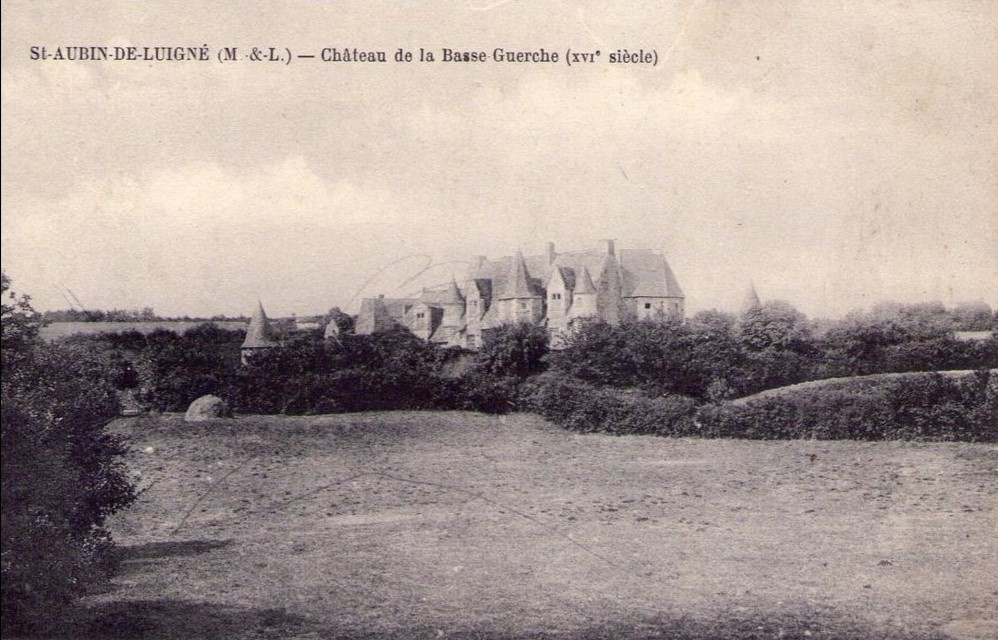
Carte postale (vue globale).

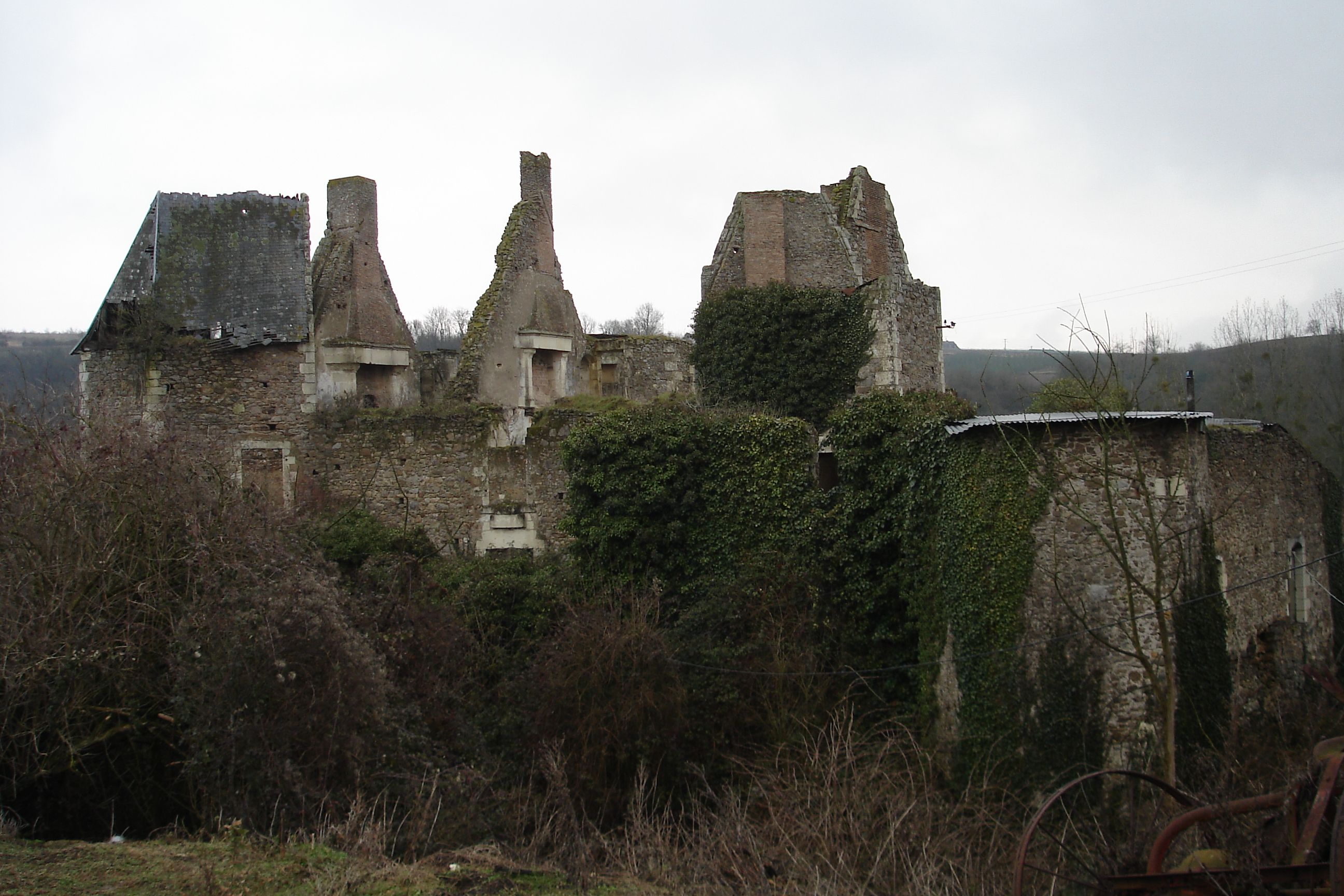
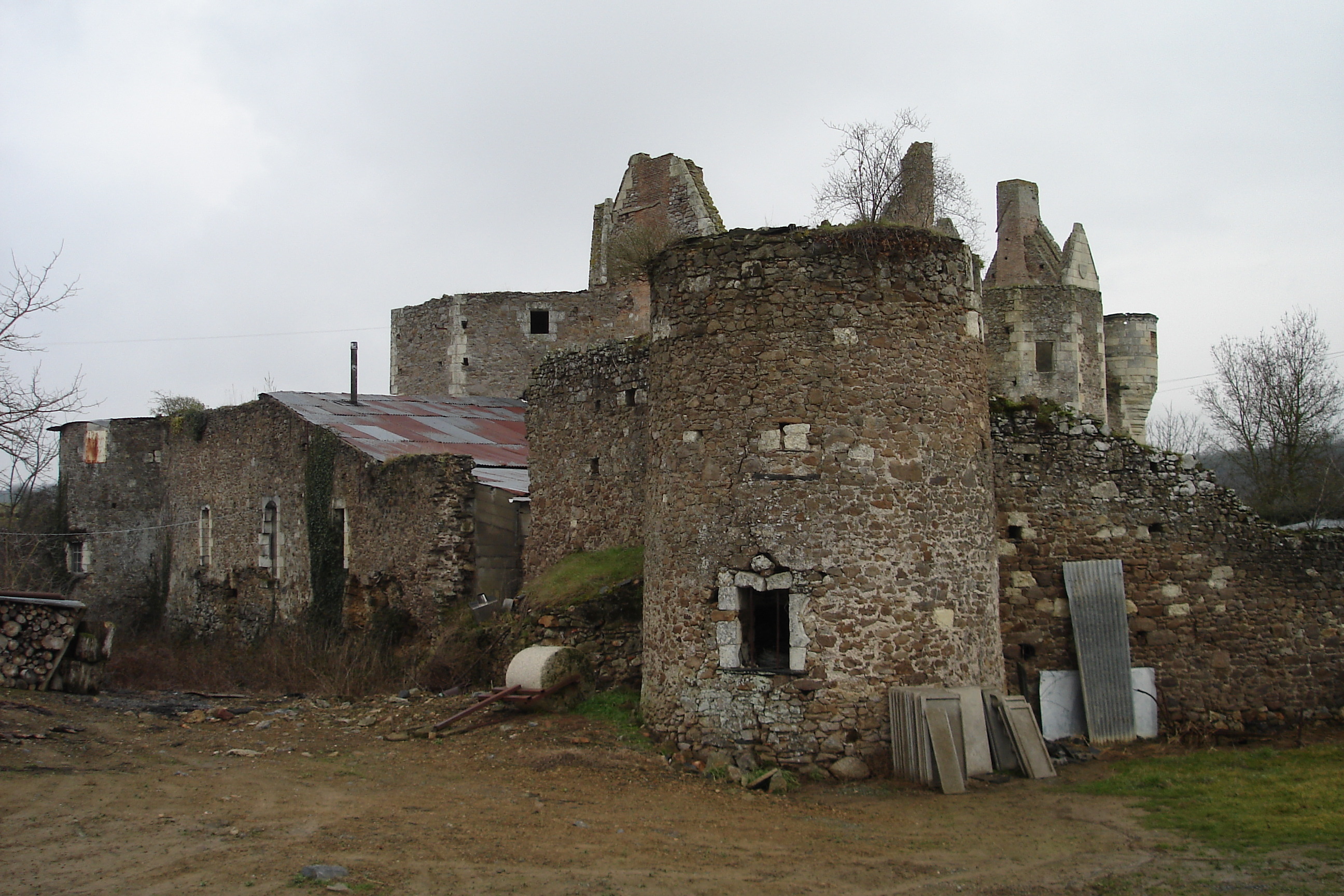
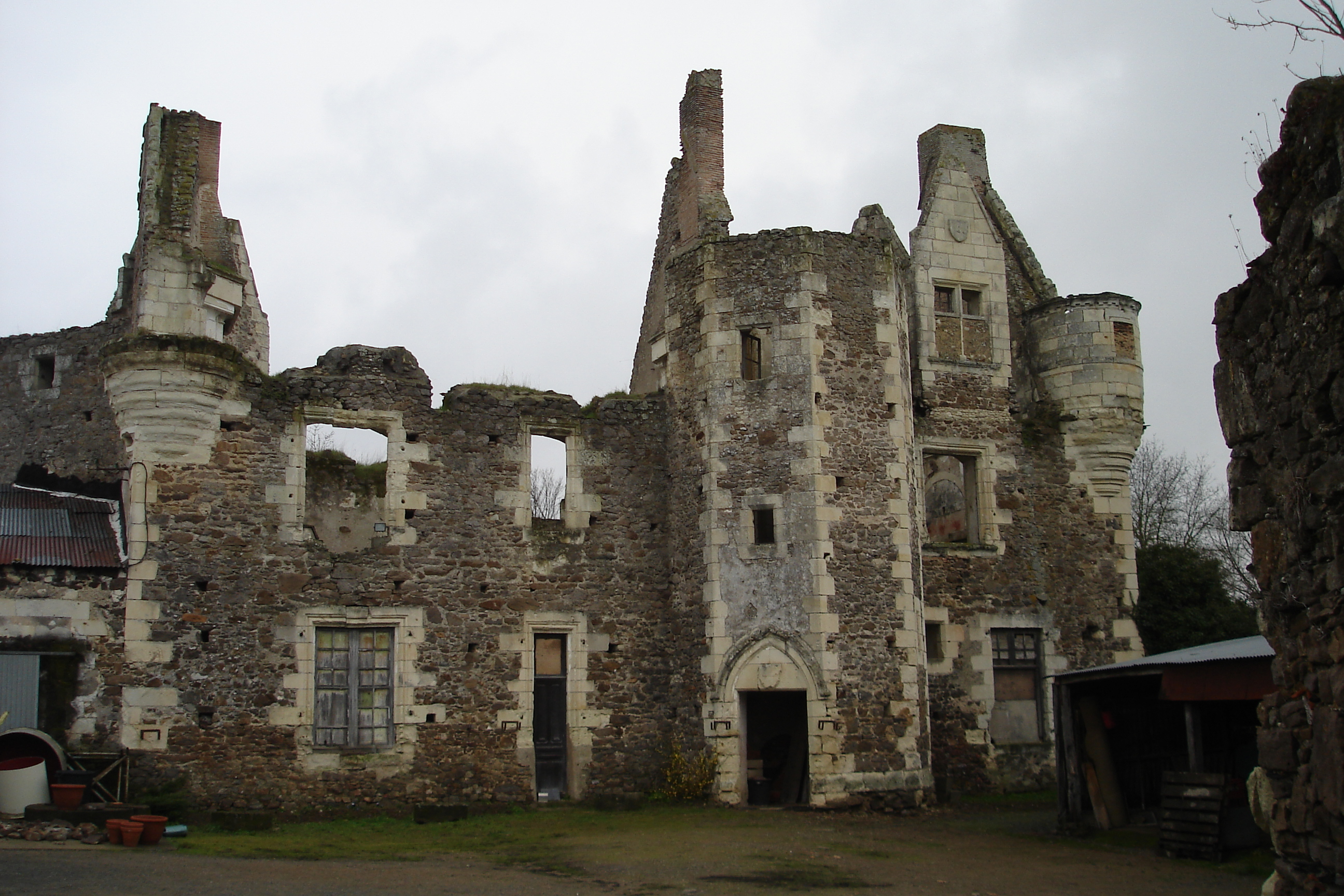

Photographies contemporaines :